# 魔界樹
『魔界樹』(まかいじゅ)は、高階良子による日本の漫画作品。
『なかよしデラックス』（講談社）にて1985年9月号から1986年10月号まで連載された。

## 書誌情報
- 魔界樹 1 初版発行 1986年1月9日 第1刷発行 ISBN 4-06-178524-9
  - 第1部 暗黒編 「なかよしデラックス」 1985年9月号
  - 第2部 光明編 「なかよしデラックス」 1985年10月号～11月号
- 魔界樹 2 初版発行 1986年11月6日 第1刷発行 ISBN 4-06-178554-0
  - 第3部 月の魔力 PART 1 「なかよしデラックス」 1986年8月号
  - 第3部 月の魔力 PART 2 「なかよしデラックス」 1986年10月号